# Exmoor (regio)

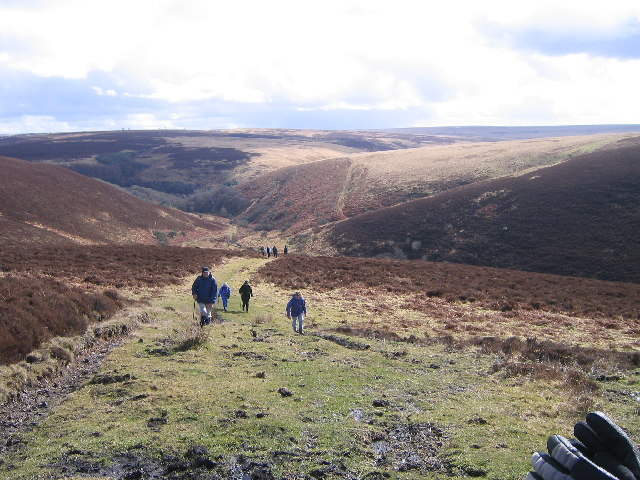
Typisch heidelandschap op Exmoor

Vlag van Exmoor

Het regio Exmoor is een nationaal park gelegen in een gebied langs het Kanaal van Bristol in Devon en Somerset in het zuidwesten van Engeland. Het nationale park beslaat bijna 700 vierkante kilometer en bestaat uit glooiend heidelandschap en 55 kilometer kustlijn. Exmoor werd in 1954 een nationaal park en is vernoemd naar de belangrijkste waterloop in het gebied, de rivier De Exe.